# Udvaros Dorottya
Udvaros Dorottya (Budapest, 1954. augusztus 4. –) a Nemzet Színésze címmel kitüntetett Kossuth- és Jászai Mari-díjas magyar színművésznő, a Halhatatlanok Társulatának örökös tagja. Édesapja Udvaros Béla rendező, édesanyja Dévay Camilla színművésznő.

## Pályája
A Színház- és Filmművészeti Főiskola elvégzése után 1978-ban a szolnoki Szigligeti Színházhoz szerződött. 1981-ben a Nemzeti Színház (jelenlegi nevén Pesti Magyar Színház), 1982-től a budapesti Katona József Színház alapító tagja. 1994-től az Új Színház, 1997-től a Bárka Színház, 2002-2024 között a Nemzeti Színház társulatának tagja volt.
Édesanyja Dévay Camilla (Dévai Camilla, Dévay Kamilla) (1922–1998) színésznő. Két alkalommal a színpadon is találkoztak. A Szentivánéji álom című darabban gyerekszereplőként, a Titániát játszó mama közelében lehetett. A bemutató, Németh Antal dr. rendezésében 1959. április 23-án, Kecskeméten volt. 
Felnőttként egy alkalommal lehettek partnerek. 1989. december 7-én, a Játékszínben volt a Janika című darab bemutatója. Az előadást Berényi Gábor rendezte.
Édesapja Udvaros Béla (1925–2020) rendező egy alkalommal rendezte, az Evangélium Színházban, a Csongor és Tündében. Bemutató: 2007. november 17.
2023. június 26-án választották a nemzet színészévé Máthé Erzsi megüresedett helyére.

### Magánélete
Fia, Gyöngyösi Máté (1986), kaszkadőr, a PPKE BTK-n lengyel nyelvet és szlavisztikát tanult. Udvaros Dorottya évekig élt együtt Széles László színésszel.

## Színházi szerepei
- Ala (Mrożek: Tangó)
- Alkméné (Kleist: Amphitryon)
- Amelie Gianelli (Luchino Visconti: Rocco és fivérei)
- Anna Galactia (H. Barker: Jelenetek egy kivégzésből)
- Armanda (Molière: A tudós nők)
- Bugár Mara (Tasnádi: Titanic vízirevü)
- Cecília (Goldoni: Az új lakás)
- Céliméne (Molière: Mizantróp)
- Clodia (Füst Milán: Catullus)
- Constance (Dumas: A három testőr)
- Cressida (Shakespeare: Troilus és Cressida)
- Doris (Slade-Daniels: Jövőre veled újra)
- Elmira (Parti Nagy Lajos–Molière: Tartuffe)
- Emerenc (Szabó Magda: Az ajtó)
- Feleség (Akutagava-Müller: A vihar kapujában)
- Frau Plastic Chicken (Tasnádi: Nexxt)
- Gertrudis királyné (Katona József: Bánk bán)
- Ginevra királyné (Tankred Dorst: Merlin, avagy a puszta ország)
- Goldoni: Mirandolina
- Heléna (Euripidész: Oresztés)
- Hippolyta-Titánia (Shakespeare: Szentivánéji álom)
- Horn Mici (Szabó Magda: Abigél)
- Iokaszté (Oidipusz)
- Ira (Petrusevszkaja: Három lány kékben)
- Irma (Breffort Monott: Irma, te édes)
- Isabella grófné (Carlo Goldoni: Házasság Palermóban)
- Isobel Glass (Hare: A titkos elragadtatás)
- Jelena Andrejevna (Csehov: A manó)
- Webster: Amalfi hercegnő
- Jó és/vagy rossz ember (Brecht: Jó embert keresünk)
- Kar (Oidipusz)
- Kenrei-Mon-In (Oswald: Versekkel kártyázó szép hölgyek)
- Klárika Lőrinczy Attila: Könnyű préda
- Kreisler: Lola Blau
- Lady, Jabe felesége Tennessee Williams: Orfeusz alászáll)
- Laura Lenbach (Krleža: Agónia)
- Lavinia (O'Neill: Amerikai Elektra)
- Lena (Trifonov: Csere)
- Lulu (Wedekind: Pandora szelencéje – Lulu)
- M - A - D - Á - C - H[14]
- Maria Vörös Róbert: Nyáron, este fél tizenegykor
- Margit (William Shakespeare: III. Richárd)
- Matilda (Walker: A büntető kéz)
- Mária (Páskándi: Vendégség)
- Mita Baston (Ion Luca Caragiale: Farsang)
- Monika Gall (Gombrowicz: Esküvő)
- Natalja Ivanovna (1985); Olga (2010) (Csehov: Három nővér)
- Norine (Labiche: Gyilkosság villásreggelivel)
- Orbánné (Örkény István: Macskajáték)
- Paquette (Bernstein-Voltaire: Candide)
- Parti Nagy Lajos: A Bandy-lányok
- Polly (Brecht-Weill: Háromgarasos opera)
- Ranyevszkaja (Csehov: Cseresznyéskert)
- Ritter (Bernhard: Ritter, Dene, Voss)
- Riza (Bródy: A medikus)
- Rosalinda (Shakespeare: Ahogy tetszik)
- Sophie, Margarita (Halász: Önbizalom)
- Szidónia, Solmay neje (Csiky Gergely: Buborékok)
- Szofja Jegorovna (Csehov: Platonov)
- Táncosnő (A kínai)
- Violet Weston (Tracy Letts: Augusztus Oklahomában)
- Vivian Bearing (Edson: Fekete angyal)
- Weér Rebeka(Bartis Attila: Anyám, Kleopátra)
- Zilia (Heltai: A néma levente)
- Zina (Dosztojevszkij: A nagybácsi álma)

## Filmszerepei
| - Pókfoci (1976) - Rosszemberek (1978) - Ripacsok (1980) - Vámmentes házasság (1981) - Szívzűr (1981) - Dögkeselyű (1982) - Hatásvadászok (1982) - Elveszett illúziók (1982) - Viadukt (1983) - Te rongyos élet (1983) - Boszorkányszombat (1983) - Redl ezredes I-II. (1985) - Forog a film - A nagy generáció (1986) - Csók, anyu (1986) - Hajnali háztetők (1986) - Banánhéjkeringő (1987) - Miss Arizona (1987) - Titánia, Titánia, avagy a dublőrök éjszakája (1988) - Jézus Krisztus horoszkópja (1988) - A hecc (1989) | - Iskolakerülők (1989) - Találkozás Vénusszal (1991) - Kék Duna keringő (1992) - A nagy postarablás (1992) - Jó éjt, királyfi (1993) - Meddőhányó (1994) - Csajok (1995) - Érzékek iskolája (1995) - Sztracsatella (1995) - A világ legkisebb alapítványa (1997) - A miniszter félrelép (1997) - A Morel fiú (1999) - Nexxt (2000) - Magyar Szépség (2002) - Premier (2005) - Kész cirkusz (2005) - Csao bambino (2005) - De kik azok a Lumnitzer nővérek? (2007) - Nyugalom (2008) - Eszter hagyatéka (2008) - Kút (2016) - Zárójelentés (2020) - Cicaverzum (2023) - Futni mentem (2024) | - Rendőrség (1976) - A luxusvilla titka (1977) - A Zebegényiek (1978) - Mednyánszky (1978) - Az elefánt (1978) - Petőfi (1981-tévésorozat) - Johann Sebastian Bach (1985-tévésorozat) - Vigyázat, mélyföld! (1985) - Üvegvár a Mississippin (1985) - A varázsló álma (1986) - Kérők (1986) - Csodakarikás (1987) - Hétpróbások (1988) - Tihamér (1989) - Zenés húsvét (1993) - Glóbusz (1993) - Családi nyár (1996) - Kávéház (2001–tévésorozat) - Az alkotás folyamata (2001) - Karácsony verse (2003) - Kire ütött ez a gyerek? (2007) - A mi kis falunk (2017–tévésorozat) - Terápia (2017) - Valami Amerika (2023) - Ők tudják, mi a szerelem (2024) |

## CD-k és hangoskönyvek
- Átutazó (1985)
- Kányádi Sándor: Hang-játszma (1991)
- Eve Ensler: A vagina Monológok
- Helen Fielding: Bridget Jones naplója
- Majdnem valaki (2015)

## Díjak és kitüntetések
- Rajz János-díj (1982)
- Filmszemle díja  (1983, 1984, 1987)
- Jászai Mari-díj (1983)
- Montreali Filmfesztivál: legjobb női főszereplő (1984)
- Magyar Filmkritikusok Díja – Legjobb női alakítás díja (1985)
- Vevey Filmfesztivál: legjobb női alakítás (1985)
- Moszkvai Filmfesztivál: legjobb alakítás (1987)
- Erzsébet-díj (1988, 1989)
- Kossuth-díj (1990)
- Déryné-díj (1995)
- Magyar Művészetért díj (1998)
- Súgó Csiga díj  (2001, 2002, 2004)
- Gundel művészeti díj (2003, 2004)
- Prima díj (2004)
- Örökös tag a Halhatatlanok Társulatában (2005)
- Páger Antal-színészdíj (2015)
- Szörényi Éva-díj (2020)[15]
- Arany Medál díj (2021)[16]
- Széchenyi-örökség Okmánya (2021)[17]
- A Magyar Filmakadémia életműdíja (2022)
- Budapest díszpolgára (2022)[18]
- A Nemzet Színésze (2023)

## Lemezei
- Dés–Bereményi: Átutazó (1985)
- Dés–Bereményi: Férfi és nő (2008)
- Hrutka-Bereményi: Majdnem-valaki (2015)